# IC 500
IC 500 је елиптична галаксија у сазвјежђу Крма која се налази на листи објеката дубоког неба у Индекс каталогу.
Деклинација објекта је - 16° 3' 4" а ректасцензија 8h 12m 39,5s. Привидна величина (магнитуда) објекта IC 500 износи 12,5 а фотографска магнитуда 13,5. IC 500 је још познат и под ознакама MCG -3-21-7, CGMW 1-2344, PGC 23011.